# A 100 milliós játszma
A 100 milliós játszma (korábbi címén A 40 milliós játszma, majd Az 50 milliós játszma) egy licencszerződésen alapuló vetélkedő, amely 2010. november 29-én indult a TV2-n. A műsor formátuma a brit The Million Pound Drop című műsoron alapszik.

## Története
A vetélkedő 2015 őszén már Az 50 milliós játszma címmel került adásba, Liptai Claudia műsorvezetésével. A műsorvezetője 2017. január 2-tól Liptai Claudia szülési szabadsága miatt Majka lett. 2024. november 4-én Fisher Gábor a Big Pictures konferencián bejelentette, hogy 2025-ben visszatér a műsor. 2025. március 28-án Fischer Gábor a SorozatWiki évértékelő podcastjában bejelentette, hogy a műsor új címe A 100 milliós játszma lesz és, hogy Till Attila és Stohl András lesz a műsorvezetője. A visszatérő műsor már az első adása után megbukott, így két hét után kivette a TV2 az első slotból.

## A műsor menete
A játékban játékospárok vesznek részt. 8 kérdést kell helyesen megválaszolniuk (kivéve a 3. szériában, 2013-ban, akkor csak 7-et kellett), a főnyeremény pedig 40, 2015-től 50 millió Ft, 2025-től 100 millió Ft melyet a játék kezdetén a játékospár kezdetben 1 millió Ft-os, 2025-től 2 millió Ft-os kötegekben kap meg. Minden kérdés előtt 2 témakör közül választhatnak a játékosok. A témakör kiválasztása után a 4. kérdésig 4 lehetséges válasz jelenik meg a monitorokon, az ötödik, hatodik és hetedik kérdésnél csak 3, az utolsó (nyolcadik) kérdésnél csak 2. A játékosok kérdéseket kapnak, a 40 vagy 50 vagy 100 millió Ft-ot a helyesnek gondolt válasz előtti csapóajtóra kell helyezniük. Ha a játékosok nem biztosak a helyes válaszban, több csapóajtóra is rakhatják a pénzt, de legalább egy csapóajtót üresen kell hagyniuk. Minden kérdésnél 1 perc a gondolkodási idő. Ha a játékosok nem tesznek fel minden köteget a csapóajtókra, vagy az idő lejárta előtt leesnek azokról a kötegek, akkor azt a pénzt elveszi a műsorvezető. Ha pedig minden csapóajtóra tettek pénzt, azonnal kiesnek a játékból pénz nélkül. Ha a játékosok biztosak a helyes válaszban, előbb megállíthatják az órát. Ezután (egyesével vagy egyszerre) kinyílnak a csapóajtók. Ha egy olyan csapóajtó nyílik ki, amin van pénz, azt elnyeli a pénznyelő, és annyival kevesebb pénzzel folytatják a játékot a játékosok. Ha a helyes válaszra nem raknak pénzt a játékosok, és így mindet elvesztik, vége a játéknak, és 0 forinttal távoznak a stúdióból. Ha az utolsó kérdés után marad pénzük, azt elvihetik.

## Évadok
| Évad                  | Évad                 | Adások száma         | Adások száma         | Sugárzás             | Sugárzás             | Kérdések             | Élő adás?            | Műsorvezető              | Eredeti adó          |
| Évad                  | Évad                 | Adások száma         | Adások száma         | Évadbemutató         | Évadzáró             | Kérdések             | Élő adás?            | Műsorvezető              | Eredeti adó          |
| A 40 milliós játszma  | A 40 milliós játszma | A 40 milliós játszma | A 40 milliós játszma | A 40 milliós játszma | A 40 milliós játszma | A 40 milliós játszma | A 40 milliós játszma | A 40 milliós játszma     | A 40 milliós játszma |
| --------------------- | -------------------- | -------------------- | -------------------- | -------------------- | -------------------- | -------------------- | -------------------- | ------------------------ | -------------------- |
|                       | 1.                   | 23                   | 23                   | 2010. november 29.   | 2010. december 30.   | 8                    | igen                 | Rákóczi Ferenc           |                      |
|                       | 2.                   | 30                   | 30                   | 2011. február 21.    | 2011. április 1.     | 8                    | igen                 | Rákóczi Ferenc           |                      |
|                       | 3.                   | 19                   | 19                   | 2013. február 25.    | 2013. március 22.    | 7                    | igen                 | Rákóczi Ferenc           |                      |
| Az 50 milliós játszma |                      |                      |                      |                      |                      |                      |                      |                          |                      |
|                       | 1.                   | 29                   | 29                   | 2015. október 12.    | 2015. november 20.   | 8                    | nem                  | Liptai Claudia           |                      |
|                       | 2.                   | 55                   | 55                   | 2017. január 2.      | 2017. március 17.    | 8                    | igen                 | Majka                    |                      |
|                       | 3.                   | 35                   | 30                   | 2017. október 9.     | 2017. november 18.   | 8                    | igen                 | Majka                    |                      |
| 5                     | 3.                   | 35                   | 2017. december 19.   | 2017. december 23.   | nem                  | 8                    |                      | Majka                    |                      |
| A 100 milliós játszma |                      |                      |                      |                      |                      |                      |                      |                          |                      |
|                       | 1.                   | 20+5 VIP             | 20+5 VIP             | 2025. április 17.    | 2025. május 21.      | 8                    | nem                  | Till Attila Stohl András |                      |

## Sztárvendégei
| Adás | Vendég                | Vendég                |
| Adás | A 100 milliós játszma | A 100 milliós játszma |
| Adás | 1. évad VIP           | 1. évad VIP           |
| ---- | --------------------- | --------------------- |
| 1.   | Csomor Csilla         | Tihanyi-Tóth Csaba    |
| 1.   | Oszvald Marika        | Csonka András         |
| 2.   | Király Péter          | Kamarás Norbert       |
| 2.   | Sáfrány Emese         | Béres Anett           |
| 2.   | Papp Szabolcs         | Caramel               |
| 3.   | Kaszás Géza           | Kovács Lázár          |
| 3.   | Erdélyi Mónika        | Judy                  |
| 3.   | Király Viktor         | Király Anita          |
| 4.   | Sudár Bianka          | Szabó András Csuti    |
| 4.   | Vastag Csaba          | Domján Evelin         |
| 4.   | Kovácsovics Fruzsina  | Könyves-Tóth Kristóf  |
| 5.   | Fertőszögi Péter      | Molnár Viktor         |
| 5.   | Demcsák Zsuzsa        | Gáspár Zsolt          |